# Starý Petřín
Obec Starý Petřín (německy Alt Petrein) se nachází v okrese Znojmo v Jihomoravském kraji. Žije zde 231 obyvatel.
Sousedními obcemi sídla jsou Chvalatice, Podhradí nad Dyjí, Stálky, Podmyče, Bítov, Oslnovice, Šafov a Lančov.

## Historie
První písemná zmínka o obci pochází z roku 1323.

## Pamětihodnosti
- Kostel Stětí svatého Jana Křtitele
- Socha svatého Jana Nepomuckého u silnice do Šafova

## Části obce
- Starý Petřín
- Jazovice
- Nový Petřín